# 駒澤博司
駒澤 博司（こまざわ ひろし、1951年（昭和26年） - ）は、山形県鶴岡市出身の、日本の陶芸家。 師匠は、木村一陽と大宮司崇人である。

## 略歴
- 1951年（昭和26年）、山形県鶴岡市に生れる。
- 1972年（昭和47年）、中央大学を中途退学する。
  - 岡山県備前市で木村一陽に師事する。
  - 栃木県芳賀郡益子町で大宮司崇人に師事する。
  - 益子町に窯を築く。
- 1982年（昭和57年）、茨城県笠間市下市毛に移り窯を築く。
- 2003年（平成15年）、安元亮祐と二人展。
- 2008年（平成20年）、『灯り展』ステンドグラス作家・大橋浩二と吹きガラス作家の太田真人とのコラボ。